# Universal Audio
(Come Undone)
Universal Audio è il quinto e ultimo album dei The Delgados, uscito nel 2004.

## Descrizione
Pubblicato nel settembre del 2004, Universal Audio abbandona le composizioni orchestrali di cui Hate, il predecessore, faceva largo uso e risulta più semplice e lievemente pop rispetto ai lavori precedenti. I momenti enfatici vengono proposti attraverso l'uso di pianoforte e chitarre. L'album è strutturato come al solito in una continua alternanza di contributi vocali di Alun Woodward e Emma Pollock.
Il lavoro si apre con la struggente I Fought the Angels ("Ho combattuto contro gli angeli") le cui atmosfere drammatiche si contrappongono alle ben più leggere Is This All That I Came For? e Everybody Come Down (singolo di Universal Audio). Dopo questa parentesi si ritorna alle sonorità più intime di Come Undone e ai suoi testi intrisi di disperazione. Seguono nuovamente tracce più leggere, come la ballata Sink or Swim e Girls of Valour (secondo singolo), mentre Now and Forever che chiude l'album torna grazie agli arrangiamenti a sonorità più enfatiche.

## Tracce
1. I Fought the Angels
2. Is This All That I Came For?
3. Everybody Come Down
4. Come Undone
5. Get Action!
6. Sink or Swim
7. Bits of Bone
8. The City Consumes Us
9. Girls of Valour
10. Keep on Breathing
11. Now and Forever

## Singoli
I singoli estratti dall'album sono:
- Everybody Come Down (2004, 7"/CD)
- Girls of Valour (2005, 7")